# أو. بي. نيلسون
أو. بي. نيلسون هو سياسي أمريكي، ولد في 25 أغسطس 1850 في الدنمارك في مملكة الدنمارك، وتوفي في 6 يونيو 1922 في سبوكين في الولايات المتحدة. نشط حزبياً في الحزب الجمهوري. وقد انتخب عضو مجلس نواب واشنطن ‏.